# هجوم سيبيل
هجوم سيبيل هو نوع من الهجمات على خدمة شبكة الحاسوب حيث يقوم المهاجم بتقويض نظام السمعة الخاص بالخدمة من خلال إنشاء عدد كبير من الهويات المستعارة واستخدامها للحصول على تأثير غير متناسب. تم تسمية الهجوم بهذا الاسم نسبة إلى موضوع كتاب سيبيل، وهي دراسة حالة لامرأة تم تشخيصها باضطراب الهوية الانفصامي. تم اقتراح الاسم في أو قبل عام 2002 من قبل بريان زيل في مايكروسوفت للأبحاث. كان مصطلح التزييف المستعار قد صيغ سابقًا من قبل إل. ديتويلر على قائمة بريدية لسايفربانك وأُستخدم في الأدبيات حول أنظمة الند للند لنفس الفئة من الهجمات قبل عام 2002، لكن هذا المصطلح لم يحظ بنفس التأثير الذي حظي به "هجوم سيبيل".

## الوصف
هجوم سيبيل في أمن الحاسوب هو هجوم يتم فيه تقويض نظام السمعة من خلال إنشاء هويات متعددة. يعتمد مدى قابلية نظام السمعة للتعرض لهجوم سيبيل على مدى سهولة إنشاء الهويات، ومدى قبول نظام السمعة للمدخلات من الكيانات التي لا تمتلك سلسلة ثقة تربطها بكيان موثوق، وما إذا كان نظام السمعة يعامل جميع الكيانات بشكل متساوٍ. اعتبارًا من 2012، أظهرت الأدلة أن هجمات سيبيل واسعة النطاق يمكن تنفيذها بطريقة رخيصة وفعالة للغاية في أنظمة واقعية موجودة مثل بت تورنت.
الكيان في شبكة الند للند هو جزء من البرمجيات التي لديها وصول إلى الموارد المحلية. يقوم الكيان بالإعلان عن نفسه على شبكة الند للند من خلال تقديم هوية. يمكن أن تتوافق أكثر من هوية مع كيان واحد. بمعنى آخر، فإن تعيين الهويات إلى الكيانات هو علاقة متعددة إلى واحدة. تستخدم الكيانات في شبكات الند للند هويات متعددة لأغراض التكرار، ومشاركة الموارد، والموثوقية، والنزاهة. في شبكات الند للند، يتم استخدام الهوية كتجريد بحيث يمكن للكيان البعيد أن يكون على علم بالهويات دون أن يعرف بالضرورة تطابق الهويات مع الكيانات المحلية. بشكل افتراضي، يُفترض عادة أن كل هوية متميزة تتوافق مع كيان محلي متميز. في الواقع، قد تتوافق العديد من الهويات مع نفس الكيان المحلي.
قد يقدم المهاجم هويات متعددة لشبكة الند للند ليظهر ويعمل كعدة عقد متميزة. وبالتالي قد يتمكن المهاجم من الحصول على مستوى غير متناسب من التحكم في الشبكة، مثل التأثير على نتائج التصويت.
في سياق المجتمعات الإلكترونية، تُعرف هذه الهويات المتعددة أحيانًا باسم دمى الجورب. تم استخدام مصطلح هجوم سيبيل العكسي الأقل شيوعًا لوصف هجوم تظهر فيه العديد من الكيانات كهوية واحدة.

## مثال
تم تنفيذ هجوم سيبيل ملحوظ بالاشتراك مع هجوم تأكيد حركة المرور ضد شبكة تور لعدة أشهر في عام 2014.
هناك أمثلة أخرى لهجمات سيبيل التي تم تنفيذها ضد مستخدمي شبكة تور. وهذا يشمل هجمات إعادة كتابة عناوين البيتكوين في عام 2020. حيث سيطر المهاجم على ربع جميع نقاط خروج تور واستخدم تقليل بروتوكول طبقة المقابس الآمنة (SSL) لخفض مستوى الاتصالات الآمنة وتحويل الأموال إلى محفظة الفاعل التهديد المعروف باسم BTCMITM20.
مثال آخر ملحوظ هو الهجوم الذي تم تنفيذه بين عامي 2017 و2021 من قبل الفاعل التهديد KAX17. حيث سيطر هذا الكيان على أكثر من 900 خادم خبيث، معظمها نقاط وسيطة، في محاولة لإزالة التخفي عن مستخدمي تور.

## الوقاية
تشمل الأساليب المعروفة للوقاية من هجمات سيبيل التحقق من الهوية، وخوارزميات رسوم الثقة الاجتماعية، والتكاليف الاقتصادية، والتحقق من الشخصية، والدفاعات الخاصة بالتطبيقات.

### التحقق من الهوية
يمكن استخدام تقنيات التحقق لمنع هجمات سيبيل ورفض الكيانات العدائية التي تتخفى. قد يقبل الكيان المحلي هوية بعيدة بناءً على سلطة مركزية تضمن تطابقًا واحدًا لواحد بين الهوية والكيان وقد توفر حتى بحثًا عكسيًا. يمكن التحقق من الهوية بشكل مباشر أو غير مباشر. في التحقق المباشر، يستعلم الكيان المحلي من السلطة المركزية للتحقق من الهويات البعيدة. في التحقق غير المباشر، يعتمد الكيان المحلي على الهويات المقبولة مسبقًا والتي بدورها تضمن صحة الهوية البعيدة المعنية.
غالبًا ما تستخدم التطبيقات والخدمات الشبكية العملية مجموعة متنوعة من "وكلاء الهوية" لتحقيق مقاومة محدودة لهجمات سيبيل، مثل التحقق من رقم الهاتف، أو التحقق من بطاقة الائتمان، أو حتى بناءً على عنوان بروتوكول الإنترنت (IP) للعميل. هذه الأساليب لها قيود حيث أنه من الممكن عادة الحصول على عدة وكلاء هووية بتكلفة معينة – أو حتى الحصول على العديد منها بتكلفة منخفضة من خلال تقنيات مثل تزوير الرسائل القصيرة أو انتحال عنوان آي بي. يمكن أن يؤدي استخدام وكلاء الهوية هذه أيضًا إلى استبعاد أولئك الذين لا يمكنهم الوصول بسهولة إلى وكيل الهوية المطلوب: على سبيل المثال، أولئك الذين لا يمتلكون هاتفًا محمولًا أو بطاقة ائتمان، أو المستخدمين الموجودين خلف ترجمة عنوان الشبكة وبالتالي يشاركون عناوين IP الخاصة بهم مع العديد من الآخرين.
توفر تقنيات التحقق القائمة على الهوية عادة المساءلة على حساب التخفي، وهو ما يمكن أن يكون مقايضة غير مرغوب فيها خاصة في المنتديات عبر الإنترنت التي ترغب في السماح بتبادل المعلومات دون رقابة ومناقشة حرة للموضوعات الحساسة. يمكن أن تحاول سلطة التحقق الحفاظ على خصوصية المستخدمين من خلال رفض إجراء عمليات البحث العكسي، ولكن هذا النهج يجعل سلطة التحقق هدفًا رئيسيًا للهجوم. يمكن أن تقوم البروتوكولات التي تستخدم التشفير بتوزيع دور سلطة التحقق هذه بين عدة خوادم، مما يحمي خصوصية المستخدمين حتى إذا تم اختراق خادم أو عدد محدود من خوادم التحقق.

### مخطط الثقة الاجتماعية
يمكن لتقنيات الوقاية من سيبيل القائمة على خصائص الاتصال لمخطط الثقة الاجتماعية أيضًا الحد من مدى الضرر الذي يمكن أن يسببه مهاجم سيبيل معين مع الحفاظ على التخفي. تشمل أمثلة تقنيات الوقاية هذه SybilGuard، SybilLimit، مقياس ثقة Advogato ‏، SybilRank، والمقياس القائم على التخلخل لتحديد مجموعات سيبيل في نظام سمعة موزع قائم على الند للند.
لا يمكن لهذه التقنيات منع هجمات سيبيل بالكامل، وقد تكون عرضة لهجمات سيبيل واسعة النطاق ولكن صغيرة الحجم. بالإضافة إلى ذلك، ليس من الواضح ما إذا كانت شبكات التواصل الاجتماعي الحقيقية عبر الإنترنت ستلبي افتراضات الثقة أو الاتصال التي تفترضها هذه الخوارزميات.

### التكاليف الاقتصادية
بدلاً من ذلك، يمكن استخدام فرض التكاليف الاقتصادية كحواجز اصطناعية للدخول لجعل هجمات سيبيل أكثر تكلفة. برهان العمل، على سبيل المثال، يتطلب من المستخدم إثبات أنه بذل قدرًا معينًا من الجهد الحسابي لحل لغز تشفيري. في البتكوين والعملات المشفرة ذات الصلة التي لا تتطلب إذنًا، يتنافس المعدنون لإضافة كتل إلى سلسلة الكتل ويكسبون مكافآت تتناسب تقريبًا مع مقدار الجهد الحسابي الذي يستثمرونه في فترة زمنية معينة. يمكن استخدام الاستثمارات في موارد أخرى مثل التخزين أو الحصة في العملات المشفرة الحالية بشكل مشابه لفرض تكاليف اقتصادية.

### التحقق من الشخصية
كبديل للتحقق من الهوية الذي يحاول الحفاظ على قاعدة صارمة "واحد لكل شخص"، يمكن لسلطة التحقق استخدام آلية أخرى غير معرفة الهوية الحقيقية للمستخدم – مثل التحقق من وجود شخص غير معروف في مكان وزمان محددين كما في "حفلة الأسماء المستعارة" – لفرض تطابق واحد لواحد بين الهويات عبر الإنترنت والمستخدمين في العالم الحقيقي. تم اقتراح مثل هذه الأساليب كإثبات الشخصية كأساس لسلاسل الكتل التي لا تتطلب إذنًا والعملات المشفرة حيث يكون لكل مشارك بشري صوت واحد بالضبط في الإجماع. تم اقتراح مجموعة متنوعة من الأساليب لإثبات الشخصية، بعضها مع تطبيقات تم نشرها، على الرغم من بقاء العديد من قضايا الاستخدام والأمان.

### دفاعات خاصة بالتطبيق
تم تصميم عدد من البروتوكولات الموزعة مع مراعاة الحماية من هجمات سيبيل. SumUp و DSybil هي خوارزميات مقاومة لهجمات سيبيل لتوصية المحتوى عبر الإنترنت والتصويت. Whānau هي خوارزمية جدول تجزئة موزع مقاومة لهجمات سيبيل. يحتوي تنفيذ مشروع الإنترنت المخفي لـ Kademlia أيضًا على أحكام للتخفيف من هجمات سيبيل.

## روابط خارجية
- Querci، Daniele؛ Hailes، Stephen (2010). "Sybil Attacks Against Mobile Users: Friends and Foes to the Rescue". 2010 Proceedings IEEE INFOCOM. ص. 1–5. CiteSeerX:10.1.1.360.8730. DOI:10.1109/INFCOM.2010.5462218. ISBN:978-1-4244-5836-3. S2CID:2451937.
- Bazzi، Rida A؛ Konjevod، Goran (2006). "On the establishment of distinct identities in overlay networks". Distributed Computing. ج. 19 ع. 4: 267–87. DOI:10.1007/s00446-006-0012-y. S2CID:2723075.
- Lesniewski-Laas، Chris (2008). "A Sybil-proof one-hop DHT". Proceedings of the 1st workshop on Social network systems - SocialNets '08. ص. 19–24. DOI:10.1145/1435497.1435501. ISBN:978-1-60558-124-8. S2CID:5793502.
- Newsome، James؛ Shi، Elaine؛ Song، Dawn؛ Perrig، Adrian (2004). "The sybil attack in sensor networks". Proceedings of the third international symposium on Information processing in sensor networks - IPSN'04. ص. 259–68. DOI:10.1145/984622.984660. ISBN:978-1-58113-846-7. S2CID:12451248.
- A Survey of Solutions to the Sybil Attack
- On Network formation: Sybil attacks and Reputation systems
- Seigneur، Jean-Marc؛ Gray، Alan؛ Jensen، Christian Damsgaard (2005). "Trust Transfer: Encouraging Self-recommendations Without Sybil Attack". Trust Management. Lecture Notes in Computer Science. ج. 3477. ص. 321–37. CiteSeerX:10.1.1.391.5003. DOI:10.1007/11429760_22. ISBN:978-3-540-26042-4.
- A Survey of DHT Security Techniques by Guido Urdaneta, Guillaume Pierre and Maarten van Steen. ACM Computing surveys, 2009.
- An experiment on the weakness of reputation algorithms used in professional social networks: the case of Naymz by Marco Lazzari. Proceedings of the IADIS International Conference e-Society 2010.